# Campionats Europeus de judo
Els Campionats Europeus de judo són els campionats de Judo europeus organitzats per la Unió de Judo Europeu. L'edició de 2015 es va celebrar en el marc dels Jocs Europeus.

## Llista de tornejos
| Edició | Amfitrió                        |
| ------ | ------------------------------- |
| 1951   | França (París)                  |
| 1952   | França (París)                  |
| 1955   | Bèlgica (Brussel·les)           |
| 1956   | França (París)                  |
| 1957   | Països Baixos (Rotterdam)       |
| 1958   | Espanya (Barcelona)             |
| 1959   | Àustria (Viena)                 |
| 1960   | Països Baixos (Amsterdam)       |
| 1961   | Itàlia (Milà)                   |
| 1962   | RFA (Essen)                     |
| 1963   | Suïssa (Ginebra)                |
| 1964   | Berlín occidental               |
| 1965   | Espanya (Madrid)                |
| 1966   | Luxemburg (Ciutat de Luxemburg) |
| 1967   | Itàlia (Roma)                   |
| 1968   | Suïssa (Lausanne)               |
| 1969   | Bèlgica (Oostende)              |
| 1970   | RDA (Berlín oriental)           |
| 1971   | Suècia (Göteborg)               |
| 1972   | Països Baixos (Voorburg)        |
| 1973   | Espanya (Madrid)                |
| 1974   | Regne Unit (Londres)            |
| 1974   | Itàlia (Gènova)                 |
| 1975   | França (Lió)                    |
| 1975   | RFA (Múnic)                     |
| 1976   | Unió Soviètica (Kíev)           |
| 1976   | Àustria (Viena)                 |
| 1977   | RFA (Ludwigshafen)              |
| 1977   | Bèlgica (Arlon)                 |
| 1978   | Finlàndia (Hèlsinki)            |
| 1978   | RFA (Colònia)                   |
| 1979   | Bèlgica (Brussel·les)           |
| 1979   | Països Baixos (Kerkrade)        |
| 1980   | Àustria (Viena)                 |
| 1980   | Itàlia (Udine)                  |
| 1981   | Hongria (Debrecen)              |
| 1981   | Espanya (Madrid)                |
| 1982   | RDA (Rostock)                   |
| 1982   | Noruega (Oslo)                  |
| 1983   | França (París)                  |

| Edició | Amfitrió                  |
| ------ | ------------------------- |
| 1983   | Itàlia (Gènova)           |
| 1984   | Bèlgica (Liege)           |
| 1984   | RFA (Pirmasens)           |
| 1985   | Noruega (Hamar)           |
| 1985   | Suècia (Landskrona)       |
| 1986   | Iugoslàvia (Belgrad)      |
| 1986   | Regne Unit (Londres)      |
| 1987   | França (París)            |
| 1988   | Espanya (Pamplona)        |
| 1989   | Finlàndia (Hèlsinki)      |
| 1990   | Alemanya (Frankfurt)      |
| 1991   | Txecoslovàquia (Praga)    |
| 1992   | França (París)            |
| 1993   | Grècia (Atenes)           |
| 1994   | Polònia (Gdańsk)          |
| 1995   | Regne Unit (Birmingham)   |
| 1996   | Països Baixos (La Haia)   |
| 1997   | Bèlgica (Oostende)        |
| 1998   | Espanya (Oviedo)          |
| 1999   | Eslovàquia (Bratislava)   |
| 2000   | Polònia (Wrocław)         |
| 2001   | França (París)            |
| 2002   | Eslovènia (Maribor)       |
| 2003   | Alemanya (Düsseldorf)     |
| 2004   | Romania (Bucarest)        |
| 2005   | Països Baixos (Rotterdam) |
| 2006   | Finlàndia (Tampere)       |
| 2007   | Sèrbia (Belgrad)          |
| 2008   | Portugal (Lisboa)         |
| 2009   | Geòrgia (Tbilisi)         |
| 2010   | Àustria (Viena)           |
| 2011   | Turquia (Istanbul)        |
| 2012   | Rússia (Txeliàbinsk)      |
| 2013   | Hongria (Budapest)        |
| 2014   | França (Montpeller)       |
| 2015   | Azerbaidjan (Bakú)        |
| 2016   | Rússia (Kazan)            |
| 2017   | Polònia (Varsòvia)        |

## Estadístiques dels Campionats Europeus
Campionats Europeus individuals
| Rank | Judoka          |     |
| ---- | --------------- | --- |
| Rank | Judoka          | Or  |
| 1    | França          | 187 |
| 2    | Països Baixos   | 95  |
| 3    | Alemanya        | 89  |
| 4    | Soviet Union    | 77  |
| 5    | Rússia          | 49  |
| 6    | Regne Unit      | 49  |
| 7    | Bèlgica         | 43  |
| 8    | Itàlia          | 26  |
| 9    | Àustria         | 26  |
| 10   | Espanya         | 25  |
| 11   | Geòrgia         | 22  |
| 12   | Romania         | 19  |
| 13   | Polònia         | 19  |
| 14   | Hongria         | 17  |
| 15   | Portugal        | 10  |
| 16   | Ucraïna         | 9   |
| 17   | Turquia         | 8   |
| 18   | Azerbaijan      | 7   |
| 19   | Slovenia        | 6   |
| 20   | Israel          | 6   |
| 20   | Suïssa          | 6   |
| 21   | Belarus         | 5   |
| 23   | República Txeca | 4   |
| 24   | Estònia         | 3   |
| 25   | Kosovo          | 3   |
| 26   | Finlàndia       | 3   |
| 27   | Grècia          | 2   |
| 28   | Yugoslavia      | 1   |
| 29   | Suècia          | 1   |
| 30   | Bulgària        | 1   |
| 31   | Armènia         | 1   |
| 32   | BIH             | 1   |

| Posició | Equip nacional | Masculí | Femení | Global |
| ------- | -------------- | ------- | ------ | ------ |
| Posició | Equip nacional | Or      | Or     | Or     |
| 1       | França         | 14      | 20     | 34     |
| 2       | Soviet Union   | 12      |        | 12     |
| 3       | Geòrgia        | 8       |        | 8      |
| 4       | Rússia         | 3       | 3      | 6      |
| 5       | Països Baixos  | 2       | 2      | 4      |
| 6       | Regne Unit     | 1       | 3      | 4      |
| 7       | Alemanya       | 3       |        | 3      |
| 8       | Itàlia         | 1       | 1      | 2      |
| 9       | Bèlgica        |         | 2      | 2      |
| 10      | Polònia        |         | 1      | 1      |
| 11      | Ucraïna        | 1       |        | 1      |
| 12      | Hongria        | 1       |        | 1      |
| 13      | Israel         | 1       |        | 1      |